# 1999-es síkvízi kajak-kenu világbajnokság
Az 1999-es síkvízi kajak-kenu világbajnokságot az olaszországi Milánóban rendezték 1999-ben. Ez a harmincadik kajak-kenu világbajnokság volt. A magyar csapat az éremtáblázaton a második helyezést érte el összesítésben. Ezen a világbajnokságon rendeztek először B döntőket. A 2000. évi nyári olimpiai játékokra csak ezen a versenyen lehetett kvótát szerezni.

## Éremtáblázat
*   Rendező
  *   Magyarország
| Helyezés | Ország        | Arany | Ezüst | Bronz | Összesen |
| -------- | ------------- | ----- | ----- | ----- | -------- |
| 1.       | Oroszország   | 8     | 3     | 2     | 13       |
| 2.       | Magyarország  | 6     | 2     | 8     | 16       |
| 3.       | Lengyelország | 3     | 4     | 4     | 11       |
| 4.       | Kanada        | 3     | 1     | 0     | 4        |
| 5.       | Németország   | 2     | 4     | 5     | 11       |
| 6.       | Ausztrália    | 1     | 0     | 1     | 2        |
| 6.       | Szlovákia     | 1     | 0     | 1     | 2        |
| 8.       | Izrael        | 1     | 0     | 0     | 1        |
| 8.       | Spanyolország | 1     | 0     | 0     | 1        |
| 10.      | Csehország    | 0     | 3     | 1     | 4        |
| 11.      | Olaszország   | 0     | 3     | 0     | 3        |
| 12.      | Románia       | 0     | 2     | 2     | 4        |
| 13.      | Bulgária      | 0     | 1     | 0     | 1        |
| 13.      | Kuba          | 0     | 1     | 0     | 1        |
| 13.      | Norvégia      | 0     | 1     | 0     | 1        |
| 13.      | Ukrajna       | 0     | 1     | 0     | 1        |
| 17.      | Dánia         | 0     | 0     | 1     | 1        |
| 17.      | Franciaország | 0     | 0     | 1     | 1        |
| Összesen | Összesen      | 26    | 26    | 26    | 78       |

## Eredmények

### Férfiak

#### Kenu
| Versenyszám | Arany                                                                                       | Arany    | Ezüst                                                                        | Ezüst    | Bronz                                                                               | Bronz    |
| ----------- | ------------------------------------------------------------------------------------------- | -------- | ---------------------------------------------------------------------------- | -------- | ----------------------------------------------------------------------------------- | -------- |
| C1 200 m    | Makszim Opalev · Oroszország                                                                | 40,368   | Martin Doktor · Csehország                                                   | 40,413   | Slavomír Kňazovický · Szlovákia                                                     | 40,760   |
| C1 500 m    | Makszim Opalev · Oroszország                                                                | 1:51,374 | Martin Doktor · Csehország                                                   | 1:51,684 | Andreas Dittmer · Németország                                                       | 1:51,827 |
| C1 1000 m   | Makszim Opalev · Oroszország                                                                | 3:54,600 | Andreas Dittmer · Németország                                                | 3:54,963 | Martin Doktor · Csehország                                                          | 3:56,167 |
| C2 200 m    | Konsztantyin Fomicsov · Alekszandr Artyemida · Oroszország                                  | 37,842   | Daniel Jędraszko · Paweł Baraszkiewicz · Lengyelország                       | 38,004   | Thomas Zereske · Christian Gille · Németország                                      | 38,089   |
| C2 500 m    | Daniel Jędraszko · Paweł Baraszkiewicz · Lengyelország                                      | 1:43,553 | Pulai Imre · Novák Ferenc · Magyarország                                     | 1:43,986 | Alekszandr Kovalov · Alekszandr Kosztoglod · Oroszország                            | 1:45,068 |
| C2 1000 m   | Alekszandr Kovalov · Alekszandr Kosztoglod · Oroszország                                    | 3:38,999 | Ibrahim Rojas · Leobaldo Pereira · Kuba                                      | 3:41,270 | Patrick Schulze · Peter John · Németország                                          | 3:41,969 |
| C4 200 m    | Roman Krugljakov · Vlagyimir Ladosa · Konsztantyin Fomicsov · Andrej Kabanov · Oroszország  | 33,875   | Petr Procházka · Jan Břečka · Petr Fuksa · Karel Kožíšek · Csehország        | 34,383   | Miticia Pricop · Ionel Averian · Gheorghe Andriev · Florin Popescu · Románia        | 34,529   |
| C4 500 m    | Roman Krugljakov · Vlagyimir Ladosa · Konsztantyin Fomicsov · Andrej Kabanov · Oroszország  | 1:32,398 | Miticia Pricop · Ionel Averian · Gheorghe Andriev · Florin Popescu · Románia | 1:34,940 | Yannick Lavigne · Jean-Gilles Grare · Mathieu Gobel · Sylvain Hoyer · Franciaország | 1:36,272 |
| C4 1000 m   | Ignat Kovalov · Konsztantyin Fomicsov · Alekszej Volkonszkij · Andrej Kabanov · Oroszország | 3:18,001 | Miticia Pricop · Ionel Averian · Iosif Anisim · Samil Grigoe · Románia       | 3:19,434 | Horváth Csaba · Belicza Béla · Gajárszki Áron · Kozmann György · Magyarország       | 3:19,451 |

#### kajak
| Versenyszám | Arany                                                                          | Arany    | Ezüst                                                                               | Ezüst    | Bronz                                                                                  | Bronz    |
| ----------- | ------------------------------------------------------------------------------ | -------- | ----------------------------------------------------------------------------------- | -------- | -------------------------------------------------------------------------------------- | -------- |
| K1 200 m    | Michael Kolganov · Izrael                                                      | 35,793   | Olekszij Szlivinszkij · Ukrajna                                                     | 35,951   | Ronald Rauhe · Németország                                                             | 36,028   |
| K1 500 m    | Vereckei Ákos · Magyarország                                                   | 1:38,824 | Petar Merkov · Bulgária                                                             | 1:39,729 | Grzegorz Kotowicz · Lengyelország                                                      | 1:40,443 |
| K1 1000 m   | Lutz Liwowski · Németország                                                    | 3:33,319 | Knut Holmann · Norvégia                                                             | 3:34,673 | Torsten Tranum · Dánia                                                                 | 3:35,075 |
| K2 200 m    | Fehérvári Vince · Hegedűs Róbert · Magyarország                                | 33,055   | Roman Zarubin · Alekszandr Ivanyik · Oroszország                                    | 33,130   | Marek Twardowski · Adam Wysocki · Lengyelország                                        | 33,298   |
| K2 500 m    | Marek Twardowski · Adam Wysocki · Lengyelország                                | 1:32,304 | Storcz Botond · Horváth Gábor · Magyarország                                        | 1:32,439 | Daniel Collins · Andrew Trim · Ausztrália                                              | 1:33,056 |
| K2 1000 m   | Michal Riszdorfer · Juraj Bača · Szlovákia                                     | 3:14,244 | Marek Twardowski · Adam Wysocki · Lengyelország                                     | 3:14,437 | Jan Schäfer · Olaf Winter · Németország                                                | 3:14,543 |
| K4 200 m    | Kajner Gyula · Fehérvári Vince · Beé István · Hegedűs Róbert · Magyarország    | 30,835   | Piotr Markiewicz · Marek Twardowski · Adam Wysocki · Paweł Łakomy · Lengyelország   | 31,162   | Anatolij Tiscsenko · Andrej Scsegolihin · Oleg Gorobij · Vitalij Ganykin · Oroszország | 31,205   |
| K4 500 m    | Torsten Gustche · Mark Zabel · Björn Bach · Stefan Ulm · Németország           | 1:21,349 | Andrej Tisszin · Vitalij Ganykin · Alekszandr Ivanyik · Roman Zarubin · Oroszország | 1:22,454 | Kammerer Zoltán · Storcz Botond · Vereckei Ákos · Horváth Gábor · Magyarország         | 1:22,569 |
| K4 1000 m   | Kammerer Zoltán · Storcz Botond · Vereckei Ákos · Horváth Gábor · Magyarország | 2:53,064 | Torsten Gutsche · Mark Zabel · Björn Bach · Stefan Ulm · Németország                | 2:53,626 | Sorin Petcu · Vasile Curuzan · Marian Sîrbu · Romică Şerban · Románia                  | 2:56,066 |

### Nők

#### Kajak
| Versenyszám | Arany                                                                       | Arany    | Ezüst                                                                                     | Ezüst    | Bronz                                                                                | Bronz    |
| ----------- | --------------------------------------------------------------------------- | -------- | ----------------------------------------------------------------------------------------- | -------- | ------------------------------------------------------------------------------------ | -------- |
| K1 200 m    | Caroline Brunet · Kanada                                                    | 40,981   | Josefa Idem · Olaszország                                                                 | 41,836   | Kőbán Rita · Magyarország                                                            | 42,031   |
| K1 500 m    | Caroline Brunet · Kanada                                                    | 1:49,445 | Josefa Idem · Olaszország                                                                 | 1:50,248 | Kőbán Rita · Magyarország                                                            | 1:51,930 |
| K1 1000 m   | Caroline Brunet · Kanada                                                    | 3:54,262 | Josefa Idem · Olaszország                                                                 | 3:55,137 | Kovács Katalin · Magyarország                                                        | 3:55,932 |
| K2 200 m    | Izaskun Aramburu · Beatriz Manchón · Spanyolország                          | 37,814   | Beata Sokołowska · Aneta Pastuszka · Lengyelország                                        | 38,102   | Dónusz Éva · Laky Éva · Magyarország                                                 | 38,862   |
| K2 500 m    | Beata Sokołowska · Aneta Pastuszka · Lengyelország                          | 1:43,370 | Caroline Brunet · Karen Furneaux · Kanada                                                 | 1:43,510 | Kovács Katalin · Szabó Szilvia · Magyarország                                        | 1:43,568 |
| K2 1000 m   | Anna Wood · Katrin Borchert · Ausztrália                                    | 3:38,266 | Manuela Mucke · Katrin Wagner · Németország                                               | 3:38,608 | HUN · Bóta Kinga · Barócsi Andrea                                                    | 3:38,997 |
| K4 200 m    | Kovács Katalin · Viski Erzsébet · Szabó Szilvia · Kőbán Rita · Magyarország | 35,988   | Natalja Gulij · Jelena Tisszina · Larisza Pejszahovics · Tatyjana Tiscsenko · Oroszország | 36,406   | Beata Sokołowska · Aneta Pastuszka · Agata Piszcz · Aneta Michalak · Lengyelország   | 36,448   |
| K4 500 m    | Kovács Katalin · Viski Erzsébet · Szabó Szilvia · Kőbán Rita · Magyarország | 1:33,993 | Birgit Fischer · Anett Schuck · Manuela Mucke · Katrin Wagner · Németország               | 1:34,703 | Beata Sokołowska · Aneta Pastuszka · Aneta Michalak · Joanna Skowroń · Lengyelország | 1:34,888 |

## A magyar csapat
Az 1998-as magyar vb keret tagjai:
| férfiak kajak | férfiak kajak                                             | férfiak kajak      |
| ------------- | --------------------------------------------------------- | ------------------ |
| K1 200 m      | Fehérvári Vince                                           | Nem jutott döntőbe |
| K2 200 m      | Fehérvári Vince Hegedűs Róbert                            | Aranyérem          |
| K4 200 m      | Kajner Gyula Fehérvári Vince Beé István Hegedűs Róbert    | Aranyérem          |
| K1 500 m      | Vereckei Ákos                                             | Aranyérem          |
| K2 500 m      | Storcz Botond Horváth Gábor                               | Ezüstérem          |
| K4 500 m      | Kammerer Zoltán Storcz Botond Vereckei Ákos Horváth Gábor | Bronzérem          |
| K1 1000 m     | Storcz Botond                                             | 9.                 |
| K2 1000 m     | Almási Péter Bauer Márton                                 | 6.                 |
| K4 1000 m     | Kammerer Zoltán Storcz Botond Vereckei Ákos Horváth Gábor | Aranyérem          |

| férfi kenu | férfi kenu                                               | férfi kenu |
| ---------- | -------------------------------------------------------- | ---------- |
| C1 200 m   | Kolonics György                                          | 5.         |
| C2 200 m   | Buzál Miklós Végh Attila                                 | 5.         |
| C4 200 m   | Iván Gábor Malomsoki Sándor Hoffmann Ervin Fürdök Gábor  | 5.         |
| C1 500 m   | Kolonics György                                          | 4.         |
| C2 500 m   | Pulai Imre Novák Ferenc                                  | Ezüstérem  |
| C4 500 m   | Horváth Csaba Kolonics György Pulai Imre Novák Ferenc    | 9.         |
| C1 1000 m  | Kolonics György                                          | 4.         |
| C2 1000 m  | Pulai Imre Novák Ferenc                                  | 7.         |
| C4 1000 m  | Horváth Csaba Belicza Béla Gajárszki Áron Kozmann György | Bronzérem  |

| nők kajak | nők kajak                                              | nők kajak |
| --------- | ------------------------------------------------------ | --------- |
| K1 200 m  | Kőbán Rita                                             | Bronzérem |
| K2 200 m  | Dónusz Éva Laky Éva                                    | Bronzérem |
| K4 200 m  | Kovács Katalin Viski Erzsébet Szabó Szilvia Kőbán Rita | Aranyérem |
| K1 500 m  | Kőbán Rita                                             | Bronzérem |
| K2 500 m  | Kovács Katalin Szabó Szilvia                           | Bronzérem |
| K4 500 m  | Kovács Katalin Viski Erzsébet Szabó Szilvia Kőbán Rita | Aranyérem |
| K1 1000 m | Kovács Katalin                                         | Bronzérem |
| K2 1000 m | Bóta Kinga Barócsi Andrea                              | Bronzérem |